# قلعة اكبر أباد (كهن أباد)
قلعة اکبر أباد (بالفارسية: قلعه اکبرآباد) هي منطقة سكنية تقع في إيران في قسم کهن أباد الريفي. يقدر عدد سكانها بـ 0 نسمة بحسب إحصاء 2016.